# 외만주

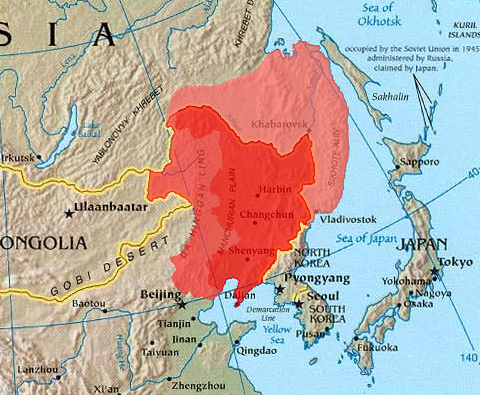
외만주(지도에서 가장 연한 붉은색 부분)

외만주(外滿洲)는 만주 동쪽의 러시아 영토로, 아이훈 조약(1858년)과 베이징 조약(1860년)으로 중국이 러시아에 넘겨준 지역을 말한다. 중국에서는 외동북(外東北)이라고도 한다. 외만주에 해당되는 곳은 현재의 프리모르스키 지방(연해주), 하바롭스크 지방 남부(南部) 및 아무르주이다.

## 역사
원래는 퉁구스계 민족들이 거주하고 있었다. 연해주는 고대에 고조선, 고구려, 발해, 말갈의 영역이었다. 1689년의 네르친스크 조약에서 청나라와 제정 러시아는 스타노보이산맥과 아르군강을 국경으로 정했으나, 청나라의 국력이 약해진 것을 확인하고 1858년 아이훈 조약으로 아무르강(헤이룽강) 이북 지역이, 1860년 베이징 조약으로 외만주 전체가 러시아의 영토가 되었다. 그러나, 중화민국 정부는 외만주의 일부인 볼쇼이우수리스키섬과 강동육십사둔(江東六十四屯)을 자국 영토로 규정하고 있다.

## 같이 보기
- 외몽골
- 안남
- 와이시베이
- 1972년 러시아의 극동 지명 변경